# Ханенко Микола Данилович
Микола Данилович Ханенко (16 (6) грудня 1693, Лохвиця — 27 січня (7 лютого) 1760, Глухів) — політик і державний діяч Гетьманщини, генеральний хорунжий в 1741–1760 роках, дипломат, мемуарист, двоюрідний внук гетьмана Михайла Ханенка і син полковника Данила Ханенка, учасник елекції (обрання) 22 лютого 1750 р. гетьманом Лівобережної України Кирила Розумовського у Глухові.

## Біографія
Навчався в Київській Академії, потім у Львові. З 1710 року — на військовій службі, з 1717 року — військовий, 1721 року — старший військовий канцелярист (помічник генерального писаря), довірена особа гетьманів Івана Скоропадського і Павла Полуботка. У травні 1723 року Павло Полуботок вислав Ханенка в складі депутації («від усього малоруського народу») до Петербурґу домагатися дозволу на обрання гетьмана; тут Ханенко разом з Полуботком був ув'язнений у Петропавловській фортеці. В 1726 році Ханенко повернувся в Україну і був призначений суддею Стародубського полку (1727–1738), згодом стародубським полковим обозним. Протягом 1735–1739 років брав участь у російсько-турецькій війні в Криму як наказний стародубський полководець. За військові заслуги 1738 року призначений генеральним бунчужним, 1740 року — членом Генерального Суду, а з 1741 року — генеральним хорунжим і був ним до кінця життя.

## Законодавча діяльність
Ханенко працював у «Комісії перекладу і зведення правних книг малоросійських» — кодифікаційній комісії для складання кодексу «Права, за якими судиться малоросійський народ» («Права, по которымъ судится малороссійскій народъ») (1728–1743). Впродовж 1745–1748 років Ханенко знову їздив до Петербурґу з домаганням відновити гетьманську владу в Україні.
За Гетьмана К. Розумовського Ханенко був одним з керівників Генеральної військової канцелярії.

## Ханенко— мемуарист
Ханенко був високоосвіченою людиною; залишив листування зі своїм сином Василем (частина опублікована в «Чернігівських Губернських Відомостях» (рос. «Черниговских Губернских Ведомостях»), 1852), відомі «Щоденники» (рос. Дневники), що охоплюють події 1719–1754 років, цінне джерело до історії України («Дневник» за 1727–52 pp. надрукований у КСт. 1883–84 й окремо, К. 1884; «Дневник» за 1719–21 pp. і «Партикулярний журнал» за 1754 теж опублікований у КСт. 1896; «Дневник» за 1732–33 — у «Черниговских Епархиальных Известиях», 1865; «Діаріуш или журнал» за 1722 року видав О. Бодянський у «Чтениях», 1858, І).
Ханенко залишив багатий архів з цінними історичними матеріалами: україно-московські договори (так звані «гетьманські статті»), конституції польських сеймів, укази царського уряду XVII–XVIII століть, службові й родинні папери, рукопис «Краткое описание Малороссийского края», Бендерська конституція 1710 року.